# Ceroplesis militaris
Ceroplesis militaris là một loài bọ cánh cứng trong họ Cerambycidae.